# Chenois (Gaume)
Pour les articles homonymes, voir Chenois et Le Chenois.
Chenois est un village de la ville belge de Virton situé en Région wallonne dans la province de Luxembourg.
Avant la fusion des communes de 1977, il faisait partie de Latour.

## Géographie
Le village est traversé par la route nationale 88 reliant Florenville et Athus (Aubange), ainsi qu’au sud par la Vire, un affluent du Ton. Au sud-est se situe un important zoning artisanal et industriel.

## Curiosités
L’église est dédiée à saint Pierre.

## Activités
Le festival de musique Goose Fest tous les premiers week-ends de mai.
La brocante annuelle qui se déroule le dernier week-end de juin et est accompagnée de festivités locales. (les Bermudes et les petits plats de Caro, la brocante, la grande fête, etc.).